# Wendelstein 7-AS

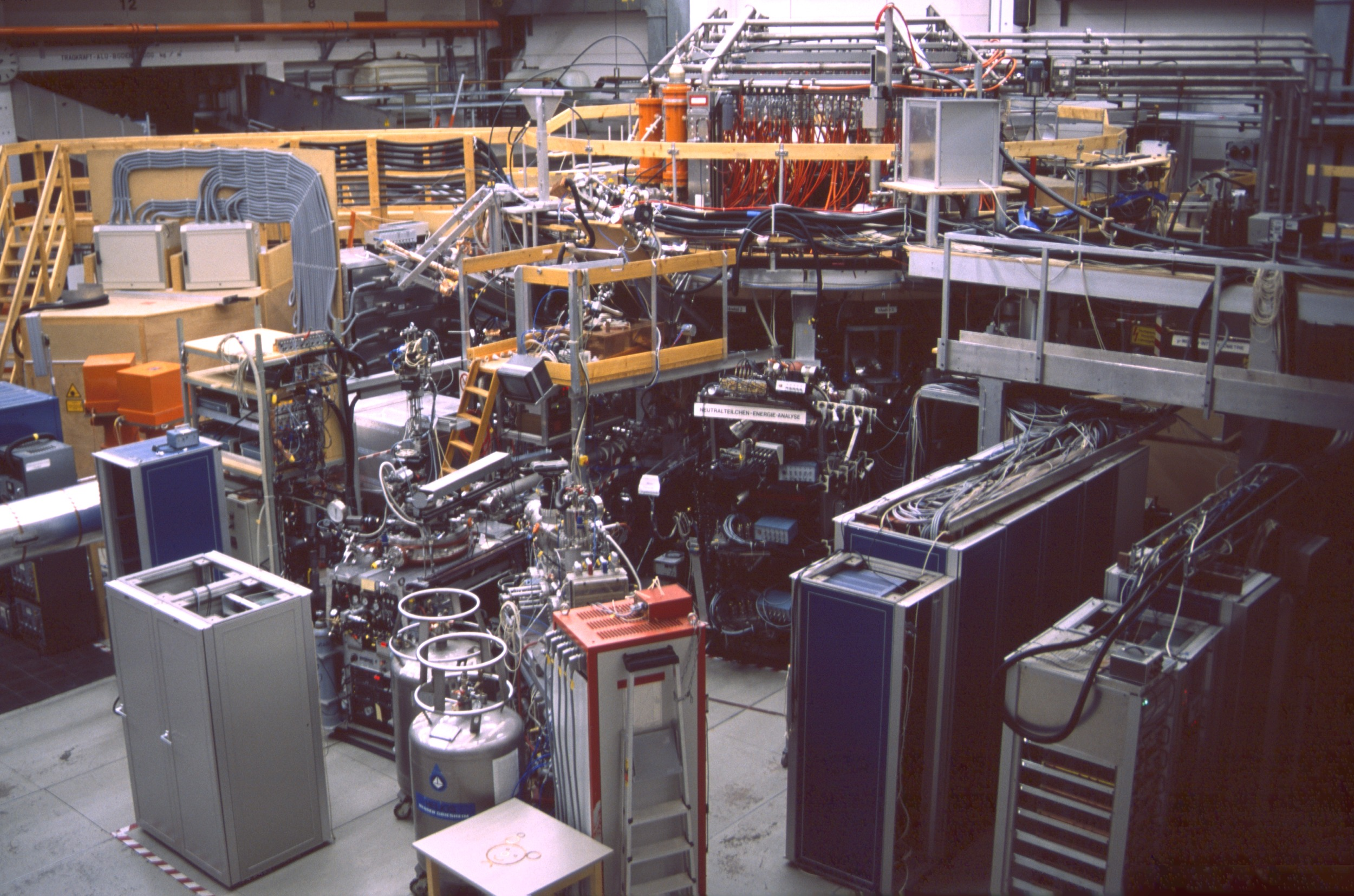
Wendelstein 7-AS in Garching. Der Stellarator – rechts hinten – ist von Komponenten der Diagnostik und Heizung fast verdeckt.

Wendelstein 7-AS war eine experimentelle Anlage zum Einschluss eines heißen Plasmas mit dem Ziel der Entwicklung eines Kernfusionsreaktors zur Energiegewinnung. Die Anlage basiert auf dem Prinzip des Stellarators, in dem Plasmen von Magnetfeldern eingeschlossen sind, die ausschließlich von stromdurchflossenen Spulen außerhalb erzeugt werden. Im Gegensatz dazu wird beim Tokamak-Prinzip die benötigte Verdrillung der magnetischen Feldlinien durch einen Strom erzeugt, der im Plasma selbst fließt.
Wendelstein 7-AS (für „Advanced Stellarator“) war weltweit der erste einer neuen Klasse von fortgeschrittenen Stellaratoren mit modularen Spulen und wurde von 1988 bis 2002 in Garching vom Max-Planck-Institut für Plasmaphysik betrieben. Die Anlage war sehr erfolgreich und trug entscheidend zur Entwicklung dauerbetriebsfähiger Stellaratoren bei.
Die seit 2002 in Greifswald im Aufbau befindliche Nachfolgeanlage Wendelstein 7-X wurde 2014 fertiggestellt und nahm im Dezember 2015 den Betrieb auf. Hierbei soll mit Plasmen im Langzeitbetrieb die Reaktortauglichkeit der gewählten Anordnung untersucht werden.

## Aufbau des Experiments

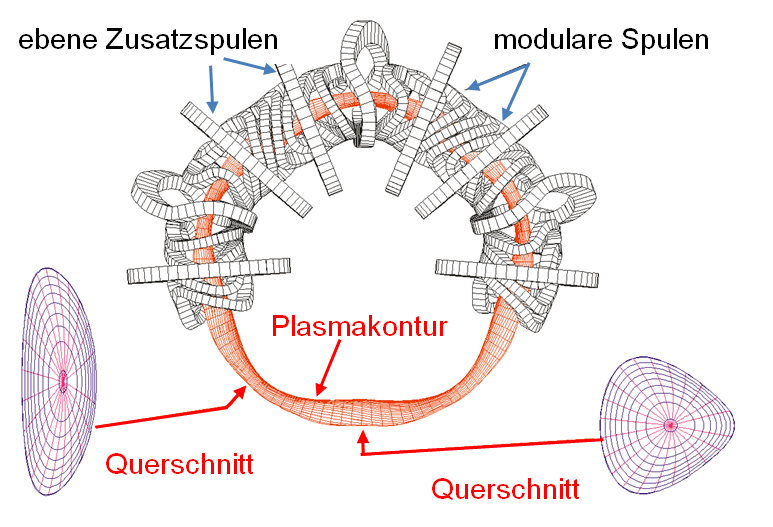
Aufsicht auf das Magnetspulen-System des Wendelstein 7-AS, die Lage des Plasmas darin ist rot gezeigt. Der Querschnitt des Plasmas ändert sich entlang des Rings fünf Mal, jeweils von einer aufrechtstehenden elliptischen Form (links unten) zu einer eher tropfenförmigen (rechts unten) und zurück.

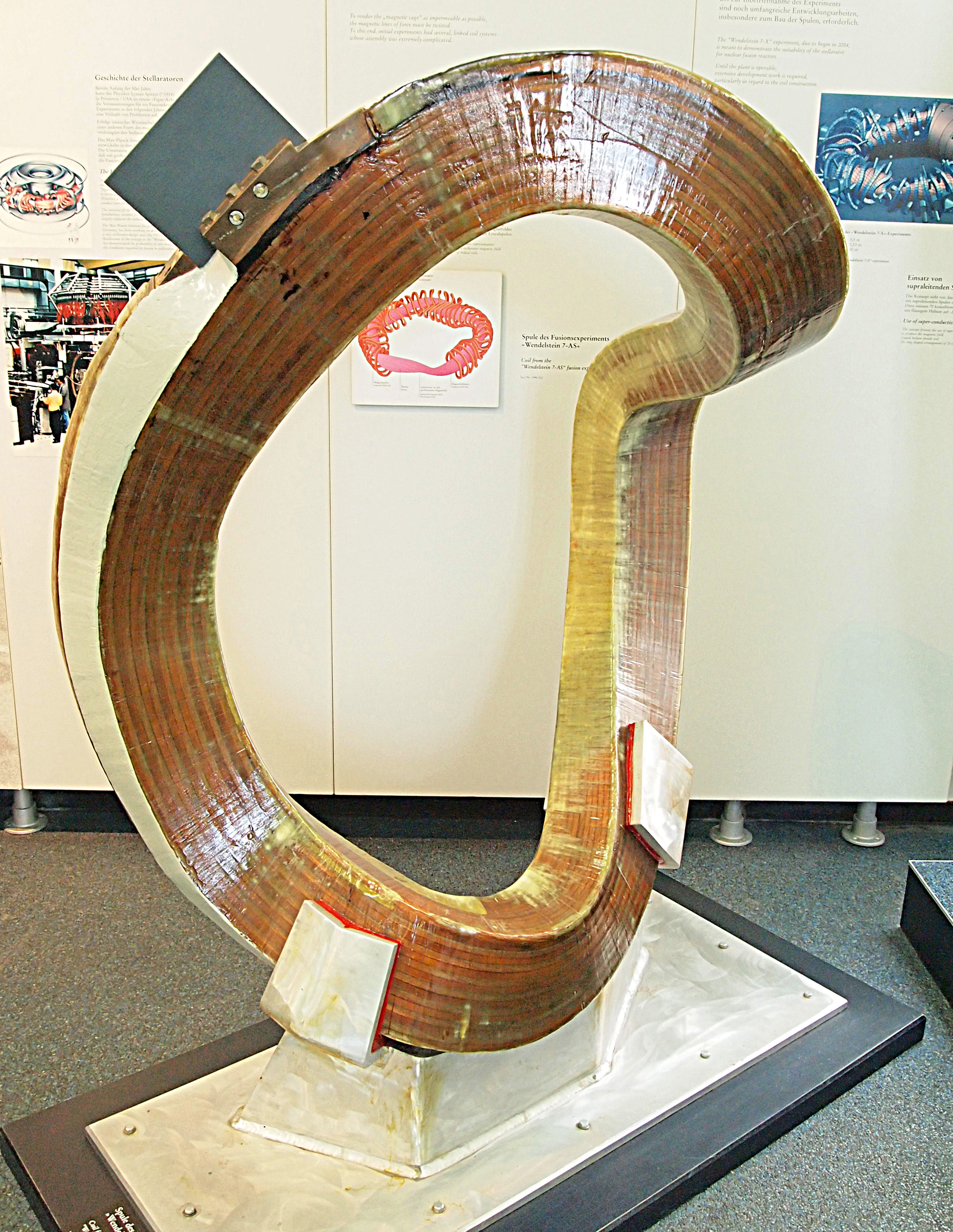
Eine der charakteristischen optimierten nicht-planaren Spulen, ausgestellt im Deutschen Museum.

Stellaratoren erzeugen das zum Einschluss eines heißen Wasserstoffplasmas notwendige Magnetfeld ausschließlich über stromdurchflossene Spulen außerhalb des Plasmas. Da dort der Strom kontinuierlich fließen kann, sind Stellaratoren Kandidaten für einen im Dauerbetrieb arbeitenden späteren Fusionsreaktor. Beim dazu alternativen Tokamak-Konzept wird dagegen ein Teil des benötigten Magnetfeldes durch einen im Plasma selbst fließenden Strom erzeugt. Dabei gelingt es derzeit noch nicht, diesen Strom mit vertretbarem Aufwand kontinuierlich aufrechtzuerhalten.
Wendelstein 7-AS war der erste Stellarator mit modularen – d. h. entlang des Plasmarings aufgestellten getrennten – Spulen, die die benötigten Magnetfelder durch ihre verwundene Formung erreichen. Die große Zahl dadurch möglich gewordener Freiheitsgrade bei der Gestaltung des Magnetfeldes wurden genutzt, um das erzeugte Magnetfeld an das theoretische Optimum anzunähern. Um möglichst schnell die grundlegende Richtigkeit des Konzepts zu testen und auch wegen der bis 1980 nur begrenzt zur Verfügung stehenden Computerkapazität wurde bei Wendelstein 7-AS zunächst nur eine Teil-Optimierung durchgeführt. Erst im nächsten Schritt, dem voll optimierten Stellarator Wendelstein 7-X, welcher 2015 in Greifswald in Betrieb gegangen ist, soll die Reaktortauglichkeit dieses Konzept überprüft werden.

## Technische Daten
| Großer Plasmaradius              | 2 m                                                                               |
| Kleiner Plasmaradius             | 0,13 bis 0,18 m                                                                   |
| Magnetfeld                       | bis 2,6 Tesla (≈ 500.000 mal Erdmagnetfeld in Europa)                             |
| Anzahl der toroidalen Spulen     | 45 modulare, nicht ebene Spulen + 10 ebene Zusatzspulen                           |
| Plasmadauer                      | bis 2 Sekunden                                                                    |
| Plasmaheizung                    | 5,3 Megawatt (2,6 MW Mikrowellen + 2,8 MW Neutralteilcheninjektion)               |
| Plasmavolumen                    | ≈ 1 Kubikmeter                                                                    |
| Plasmamenge                      | < 1 Milligramm                                                                    |
| Temperatur der Elektronen        | bis 78 Millionen K = 6,8 keV                                                      |
| Temperatur der Wasserstoff-Ionen | bis 20 Millionen K = 1,7 keV (etwas mehr als die Temperatur im Zentrum der Sonne) |

## Ergebnisse des Projekts

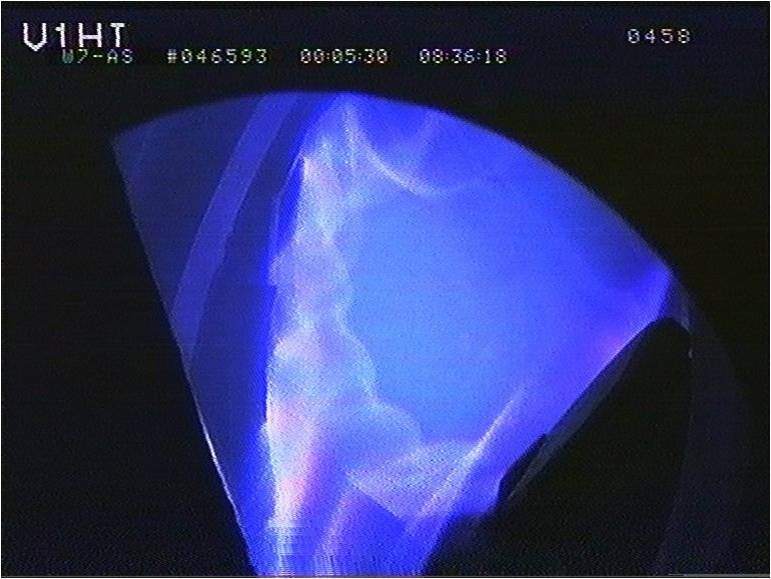
Blick durch ein Vakuumfenster in toroidaler Richtung, d. h. entlang des Plasmas von W7-AS. Hell erscheint der „kalte“ Rand des Plasmas, der in Bildmitte bauchige Inselstrukturen zeigt, die an den Graphitkacheln der Wand (linke Seite des erleuchteten Bildausschnitts) anliegen. Die Wärmestrahlung aus dem heißen Zentrum des Plasmaschlauchs (rechte Hälfte des erleuchteten Bildausschnitts, Durchmesser etwa 30 cm) liegt im nahen Röntgenbereich und ist für die Kamera unsichtbar; das Plasma erscheint deshalb diffus und durchsichtig.

Die experimentellen Ergebnisse des Wendelstein 7-AS bestätigten die Vorhersagen hinsichtlich der teilweisen Optimierung und führten damit zum Bau des Wendelstein 7-X als dem nächsten Entwicklungsschritt:
- Dies galt insbesondere dafür, wie gut die heißen Plasmateilchen – Wasserstoff-Ionen und Elektronen – und ihre Wärmeenergie im Magnetfeld wie in einem Gefäß eingeschlossen bleiben. Durch diesen verbesserten Einschluss konnte im Inneren des Plasmarings für Elektronen die achtfache Innentemperatur der Sonne erreicht werden, für die Wasserstoff-Ionen immerhin noch mehr als die Innentemperatur der Sonne.
- Weiterhin zeigte sich, dass sich der teil-optimierte Stellarator außerordentlich „gutmütig“ hinsichtlich Instabilitäten des Plasmas verhält, was für den Dauerbetrieb eines späteren Reaktors von großer Bedeutung ist. Instabilitäten können z. B. zum zeitweisen Abkühlen oder zum Verlust von heißen Plasmateilchen führen und so den im Inneren des Plasmas notwendigen Plasmadruck und die benötigten Temperaturen begrenzen.
- Am Wendelstein 7-AS wurde – zum ersten Mal an einem Stellarator – ein sogenannter Divertor erfolgreich betrieben; damit werden Verunreinigungen aus dem Plasma entfernt, die das heiße Plasma im Inneren zusätzlich auskühlen würden. Dafür werden die Magnetfeldlinien am Rand des Plasmas so verformt, dass die heißen Plasmateilchen mehrfach geladener Ionen gezielt auf speziell dafür vorbereitete Prallplatten auftreffen und dabei ihre Energie möglichst günstig verteilen, wodurch lokale Überhitzungen vermieden werden sollen.
- Es gelang außerdem am Wendelstein 7-AS als erstem Stellarator, dynamische Verbesserungen des Einschlusses zu erzeugen, bei denen das Plasma selbst an seinem Rand eine wenige Zentimeter dicke isolierende Schicht entwickelt, was wiederum höhere Temperaturen im Inneren ermöglicht. Dieser sogenannte H-mode (H für „high confinement“), der das Erreichen der Zündbedingung eines Fusionsreaktors wesentlich erleichtern würde, war bisher nur an Tokamaks gefunden worden.